# 自己開示
自己開示（じこかいじ、英語: self-disclosure）とは、1971年、臨床心理学者シドニー・ジュラード (Sydney Jourard) によってはじめて用いられ、言語という手段により自分自身に関する情報を、とくに意図を込めることなくありのままに伝えることとされる。
ただし、本人が自分自身の姿を正確に認識していない場合も多く、また受け手にもバイアスがあるため誤認する可能性もある。そのため、意図を正確に伝達することが難しい場合もある。
自己開示には、返報性の現象がみられる。このため、自己開示の受け手が相手の開示した情報と同じ程度の情報を開示することがあるとされる。